# Günter Weber (Fußballspieler)
Günter Weber (* 11. Juli 1952 in Köln; † 20. Oktober 2023) war ein deutscher Fußballspieler. Der Offensivspieler hat bei den Vereinen 1. FC Köln und MSV Duisburg von 1974 bis 1979 in der Bundesliga 58 Ligaspiele absolviert und drei Tore erzielt.

## Laufbahn
Der in Hürth-Alstädten aufgewachsene Stürmer begann in der Jugend beim BC Hürth-Stotzheim, setzte beim BC Efferen 1920 fort, ehe er bei der SpVg Frechen 20 die ersten Erfahrungen im Seniorenbereich sammelte. Am Ende der Saison 1973/74, der Angreifer Weber – beruflich hatte er die Ausbildung zum Industriekaufmann durchlaufen – hatte beim Titelverteidiger Frechen in der Verbandsliga Mittelrhein wie auch in der Verbandsauswahl auf sich aufmerksam gemacht, wurde er vom FC-Amateurchef Karl-Heinz „King“ Schäfer im Mai/Juni 1974 zum FC-Amateurteam geholt. Zur Saison 1974/75 wurde er wie auch Heinz-Theo Horst und Wolfgang Mattern von Manager Karl-Heinz Thielen in den Lizenzspielerkader der Geißbockelf aufgenommen. Unter Trainer Zlatko Čajkovski kam er aber in der Bundesliga nicht zum Einsatz. Erst in der Rückrunde der Saison 1975/76 kam Weber unter Čajkovski-Nachfolger Georg Stollenwerk zweimal in der 1. Bundesliga und einmal im UEFA-Pokal zum Einsatz. Er debütierte am 6. März 1976 bei einer 1:2-Auswärtsniederlage beim Hamburger SV in der Bundesliga. Er bildete gemeinsam mit Dieter Müller und Johannes Löhr den Angriff des FC. Acht Tage später, am 13. März, wurde er in der 48. Minute bei einem 1:1-Heimremis gegen Werder Bremen für Herbert Neumann eingewechselt. Seinen Einstand für den FC als Profi in einem Pflichtspiel hatte er am 5. November 1975 im UEFA-Cup bei einem Heimspiel gegen Spartak Moskau (0:1) gegeben. Da wurde er in der 67. Minute für Jürgen Glowacz eingewechselt. Zur Saison 1976/77 wechselte er an den Niederrhein und unterschrieb einen Vertrag beim MSV Duisburg.
Für das „Zebra-Team“ debütierte Weber am 14. August 1976 bei einem 1:1 am Bökelberg gegen Borussia Mönchengladbach in der Bundesliga. Er wurde in der 77. Minute für Klaus Thies eingewechselt. Rudolf Seliger und Ronald Worm waren die zwei gesetzten Sturmspitzen des MSV, Thies und Weber die Ergänzungen im Angriff. Meiderich belegte unter Trainer Otto Knefler den 9. Rang und Günter Weber war in 12 Ligaspielen (1 Tor) aufgelaufen. Auch in seiner zweiten Runde in Duisburg, 1977/78, konnte er an der Rangfolge im MSV-Angriff nichts verändern: Seliger und Worm waren gesetzt, jetzt stürmte aber auch noch der Berliner Norbert Stolzenburg für die „Zebras“. Für Weber wurden 14 Ligaeinsätze notiert und der MSV erreichte mit dem 6. Rang die Nominierung für den UEFA-Cup der Saison 1978/79.
In seiner dritten Saison beim MSV Duisburg, 1978/79, wurde Weber mit 30 Ligaeinsätzen und drei Toren unter Trainer Rolf Schafstall zum Stammspieler. In der Liga wurde um den Klassenerhalt gekämpft, im UEFA-Pokal eine erfolgreiche Runde gespielt, welche im Einzug in das Halbfinale gipfelte. Weber lief im Europacup in zehn Spielen auf und erzielte beim 4:0-Heimerfolg am 6. Dezember 1978 gegen Racing Straßburg zwei Tore. Im Halbfinale scheiterte Duisburg an Mönchengladbach (2:2, 1:4). Sein letztes Bundesligaspiel absolvierte der Mann aus Alstädten-Burbach am 9. Juni 1979 bei einer 0:2-Auswärtsniederlage bei Eintracht Frankfurt.
Er starb am 20. Oktober 2023 im Alter von 71 Jahren.

## Vereine
- 1974–1976: 1. FC Köln
- 1976–1979: MSV Duisburg

## Statistik
- 1. Bundesliga
2 Spiele 1. FC Köln
56 Spiele; 4 Tore MSV Duisburg

- UEFA-Pokal
1 Spiel 1. FC Köln